# Judith Viader i Codina
Judith Viader i Codina   (Maçanet de la Selva, 1968) és una empresària i executiva catalana del sector alimentari. És consellera delegada de Frit Ravich des de 1997. Llicenciada en Administració i Direcció d’Empreses i MBA per ESADE, va rellevar el seu pare, Josep Maria Viader, fundador de l’empresa l’any 1963. És vicepresidenta de la Federación de Industrias de Alimentación y Bebidas (FIAB) i ocupa càrrecs a ACCIÓ i al Clúster Foodservice.
Va iniciar la seva trajectòria a Frit Ravich el 1991, al departament de màrqueting, i en va assumir la direcció general el 1997. Ha impulsat la digitalització de l’empresa i manté un model dual de fabricació i distribució. Participa en xarxes de lideratge femení i programes de mentoria empresarial.
El 2023 va rebre el Reconeixement Cecot a la Personalitat i el 2024 va rebre el Premi Empresària CaixaBank a nivell estatal. El 2025 va ser inclosa a la llista Forbes Women de les 100 dones més influents de Catalunya.